# Nils Bese
Nils Bese till Sjöholm, död efter 1518, var en svensk frälseman, väpnare och slottsfogde.

## Biografi
Nils Nilsson var son till väpnaren Nils Olsson och Anna Stensdotter Bese, och systerson till Johan Stensson Bese, vars ätt slöts dock med honom, eller möjligen hans son Knut Bese. Nils Nilsson övertog släktnamnet Bese, och bildade därmed under namnet Nils Bese den yngre Beseätten, vilken utdog med honom.
Han omtalas första gången 1495, var kung Hans fogde på Västerås slott 1499 och till omkring 1501 och var därefter 1505–1506 fogde på Stockholms slott. Trots att han varken blev riddare eller riksråd spelade Nils Bese en viss politisk roll under början av 1500-talet. 1501 förhöll han sig lojal mot kung hans och försvarade Västerås slott mot Sten Stures trupper som belägrade det från 8 september till 11 november, då Nils Bese tvingades kapitulera. Genom Erik Turesson (Bielke) som var gift med hans kusin togs han dock till nåder av Sturepartiet, bytte sida och trädde 1505 i Svante Nilssons personliga tjänst. Svante Nilsson kom att hysa stort förtroende för Nils Bese och utsåg honom samma år till fogde över Stockholms slott. 1504 och 1506 omnämns Nils Bese som väpnare,  och 1512 begärde han av Sten Sture d.y. avsked från ämbetet som fogde över Skärkinds härad.
Nils Bese var 1507  gift med Kerstin Gottschalksdotter (tillbakaseende ulv), av den gamla riksrådsätten Ulv, och genom giftermålet in i Ulvsläkten bosatte sig Nils Bese på Ekhult i Bankekinds härad, där han arbetade för att öka stödet för Sturepartiet. I samband med brytningen mellan Erik Turesson och Svante Sture 1510 råkade även Nils Bese i riksföreståndarens onåd och alla hans förläningar drogs in. Därefter förekommer han sällan i källorna. Under sina sista år bodde han på Bogestad i Hanekinds härad. Nils Bese som avled utan manliga ättlingar och endast efterlämnade döttrarna Karin och Anna, testamenterade en stor del av sina gods till Askeby kloster. Hustrun Kerstin Gottschalksdotter var död 1548.
Hans dotter Carin Bese, död 1585, var gift med riddaren och riksrådet Johan Olofsson (Gyllenhorn) (död 1556). och dottern Anna Bese (död 1581) var först gift med Påvel Abrahamsson (Gyllenstierna) (död före 1553) och i ett andra gifte omkring 1553 gift med Knut Knutsson Lillie (Lillie af Ökna) i hans första gifte.